# Provincia di Kadiogo
La provincia di Kadiogo è una delle 45 province del Burkina Faso. Appartiene alla regione del Centro. La città principale e il capoluogo della provincia è Ouagadougou, che è anche la capitale del paese.
È situata negli altipiani nel centro del paese ed è la provincia più urbanizzata e densamente abitata del Burkina Faso. Vi risiede il 10% circa della popolazione complessiva del paese.

## Geografia antropica
La provincia di Kadiogo comprende 7 dipartimenti, di cui 1 città e 6 comuni:

### Città
- Ouagadougou

### Comuni
- Kadiogo (dipartimento)
- Komki-Ipala
- Komsilga
- Koubri
- Pabré
- Saaba
- Tanghin-Dassouri